# Santuario della Madonna del Pilastrello (Crema)
Il santuario della Madonna del Pilastrello, detto anche Santuario della Carità (dialetto cremascoː la Madòna dal Pilastrèl), è una "chiesa vescovile" che sorge nel quartiere Sabbioni a Crema.

## Storia
Le origini di questo luogo sono ignote.
Il termine "pilastrello" non è remoto, ma comunque indizio della presenza di una strada di una certa rilevanza, probabilmente in sostituzione del più antico termine "miliario".
Quindi, si potrebbe ipotizzare che il pilastrello sia un toponimo rivelatore di una strada romana trasformatosi in luogo di culto come accaduto in molte località della diocesi di Milano dove vi sono analoghe intitolazioni di cappelle ed oratori dedicati alla Vergine Maria sorti in prossimità di antichi miliari romani.
Potrebbe trattarsi della via che collegava Brixia a Laus Pompeia (Lodi Vecchio) e da qui fino a Ticinum (Pavia); non è mai stato sufficientemente studiato come essa attraversasse il dosso di Crema, probabilmente aggirandolo a meridione attraversando il Serio presso la cascina Quade, tuttavia, dopo aver attraversato il Cresmiero e fino al Tormo l'attuale strada assume un andamento rettilineo, tipico delle strade romane e molto regolare nei confronti di alcune tracce residue dell'antica centuriazione.

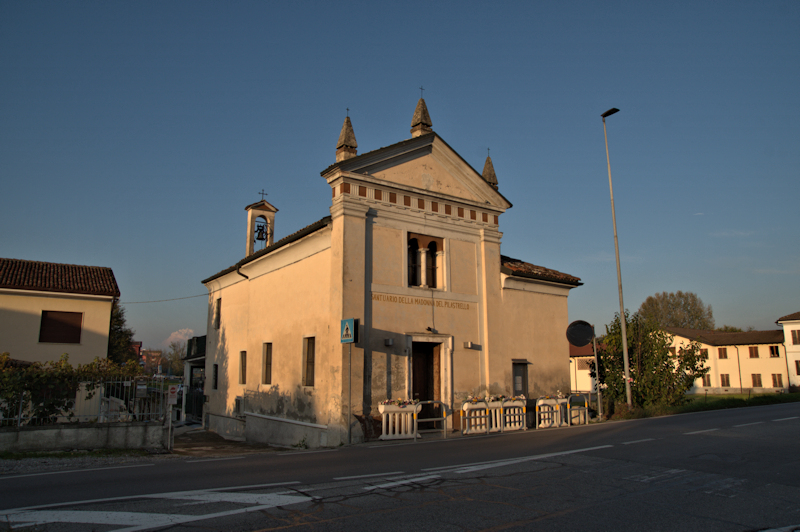
Veduta d'insieme

Esiste anche un indizio più tardo: si tratta degli atti del visitatore apostolico Castelli, avvenuta nel 1579, nei quali descrivendo l'oratorio lo definisce come prospiciente una via Romea:
Tuttavia, alcuni autori propendono per l'ipotesi che il pilastro non fosse che un punto di riferimento per le barche che solcavano la palude del Moso, le cui acque giungevano fin qui, successivamente sostituito da un oratorio votivo. Oppure, che un vero e proprio pilastro era conservato in una chiesa due-trecentesca, poi rimpiazzato da un dipinto. 

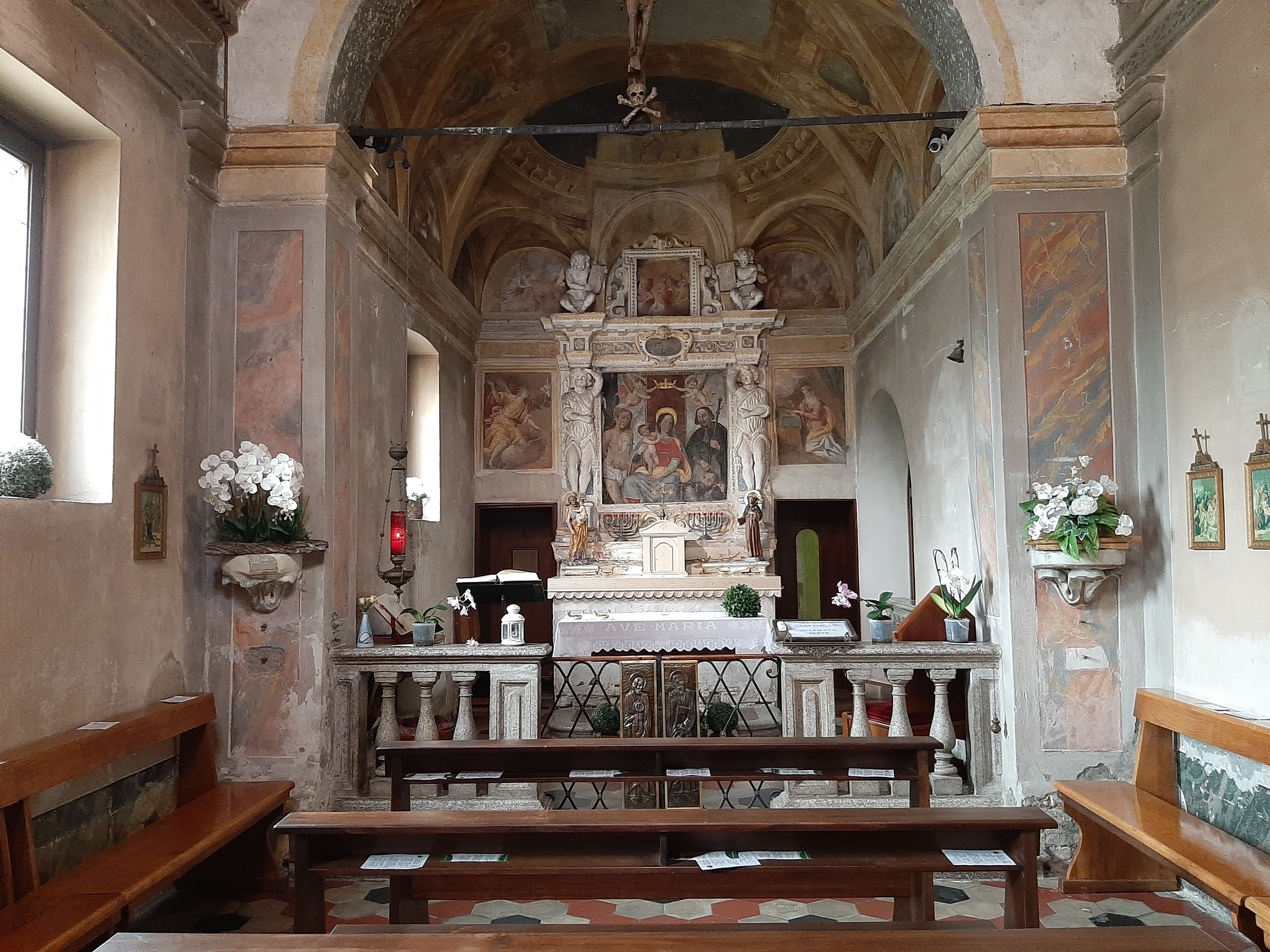
L'interno

La prima documentazione certa risale al 1295 e il dipinto ancora oggi esistente sarebbe ascrivibile al XIV secolo e sopravvissuto dopo le demolizioni del 1514. Infatti, dopo la battaglia di Agnadello Crema fu per tre anni (1509-1512) occupata dai francesi. Pur essendo ritornata ai veneziani nel 1514 la città rimaneva sotto assedio da parte delle truppe di Massimiliano Sforza e dei soldati spagnoli e svizzeri alleati; in preparazione della difesa della città Renzo da Ceri ordinò che fossero rasi al suolo gli edifici esterni alle mura.
L'oratorio assieme ad alcune proprietà attigue risultano nel corso del XV secolo di pertinenza delle monache di Santa Maria Mater Domini un ordine già benedettino, trasformato in suore domenicane nel 1517 e soppresso nel 1810 quando il loro monastero veniva convertito in caserma dagli austriaci per il mantenimento degli Imperial Regi stalloni; gli atti della già citata visita Castelli del 1579 nominavano l'oratorio come sottoposto alla chiesa parrocchiale di Santa Maria in Ombriano e lo descrivevano in cattive condizioni e pericolante cosicché il vescovo ne vietava l'uso sospendendone le funzioni religiose finché non fossero eseguite le necessarie riparazioni.
Ristrutturato o riedificato entro i primi decenni del seicento, la devozione alla Madonna del Pilastrello crebbe tanto da indurre le monache a chiamare ad affrescare l'interno, ed in particolare l'area presbiterale, il più famoso tra i pittori di quel secolo, Gian Giacomo Barbelli, nell'anno 1641.
Nel corso dei secoli più volte è documentata la presenza di un romita a custodia dell'edificio, quale il laico Bonfortis all'epoca della visita Castelli, il frate Giovanni Andrea Giordani nel terzo quarto del seicento, un fra' Michelangelo Lucini nel 1700.
La chiesa era provvista di un pronao che però venne demolito nel 1926 perché interferiva con la viabilità.
Nel 1989 il santuario accolse l'urna del beato Innocenzo da Berzo che in quell'anno venne portata in processione per iniziativa dell'ordine capuccino in occasione del centenario dalla scomparsa; il frate fu per un breve periodo a Crema nel 1881, in sostituzione del curato ammalato, presso il convento dei cappuccini nel quartiere dei Sabbioni.
Il 20 giugno 1992 avvenne la storica visita del pontefice a Crema: nel primo pomeriggio, mentre il corteo si muoveva per raggiungere Lodi, papa Giovanni Paolo II fece fermare la papamobile per una brevissima preghiera davanti al piccolo santuario. L'evento è documentato in un video amatoriale.
Nel 2009 il vescovo Oscar Cantoni affidava la gestione della chiesa alla Caritas diocesana, che nei pressi gestisce una casa di accoglienza, e da quell'anno è spesso chiamata santuario (o eremo) della carità.
Monsignor Daniele Gianotti nel mese di novembre 2023 elevava il santuario al rango di "chiesa vescovile" nominando un rettore alla sua guida.

## Caratteristiche

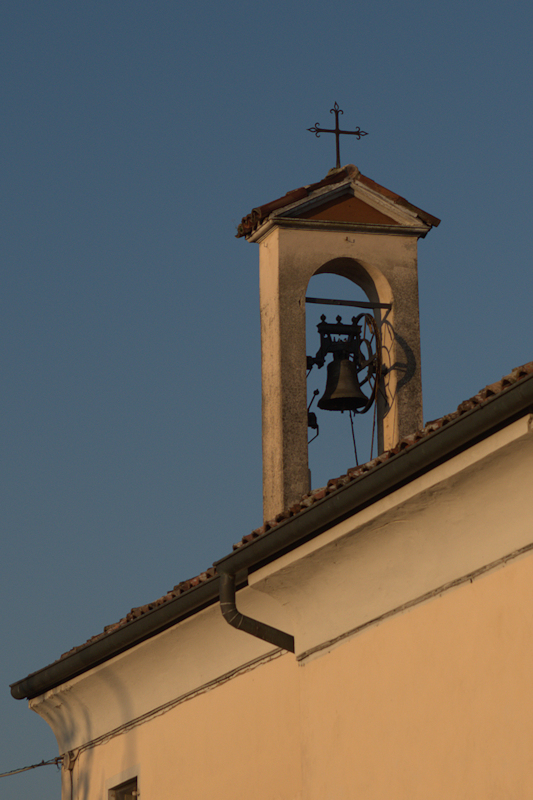
La semplice struttura che funge da richiamo dei fedeli

Il santuario è prospiciente la strada comunale denominata viale Europa; la sua semplice facciata è affiancata da due paraste laterali che sostengono una trabeazione e un timpano triangolare. Al centro si aprono il portale con semplice cornice e una bifora.
La chiesa è priva di campanile: svolge il ruolo di richiamo dei fedeli una sola campana posta in una semplice struttura con apertura centrale a tutto sesto, copertura a falde e tetto in coppi.
L'interno, di dimensioni modeste, è ad aula unica, a due campate e presbiterio. Spicca all'altare l'affresco trecentesco, verosimilmente più volte rimaneggiato: rappresenta la Madonna seduta con in braccio il Bambino, affiancata dai santi Sebastiano e Rocco e con ai suoi piedi San Francesco d'Assisi. Sopra di essa due angioletti reggono una corona.
Per quanto riguarda il Barbelli: ai lati del coro ha dipinto due scene: l'Angelo Annunciante e la Vergine Annunciata; sopra: l'Incoronazione della Vergine. Alle pareti quattro lunette con: la Vergine e San Giuseppe, la Visitazione, la Natività e la Fuga in Egitto; queste scene sono intervallate da quattro lunette che raffigurano paesaggi e imprese mariane; infine: al centro della volta vi è raffigurato il Dio Padre. 
Le vetrate delle facciata furono inaugurate nel 1993 e realizzate su disegno di Rosario Folcini.

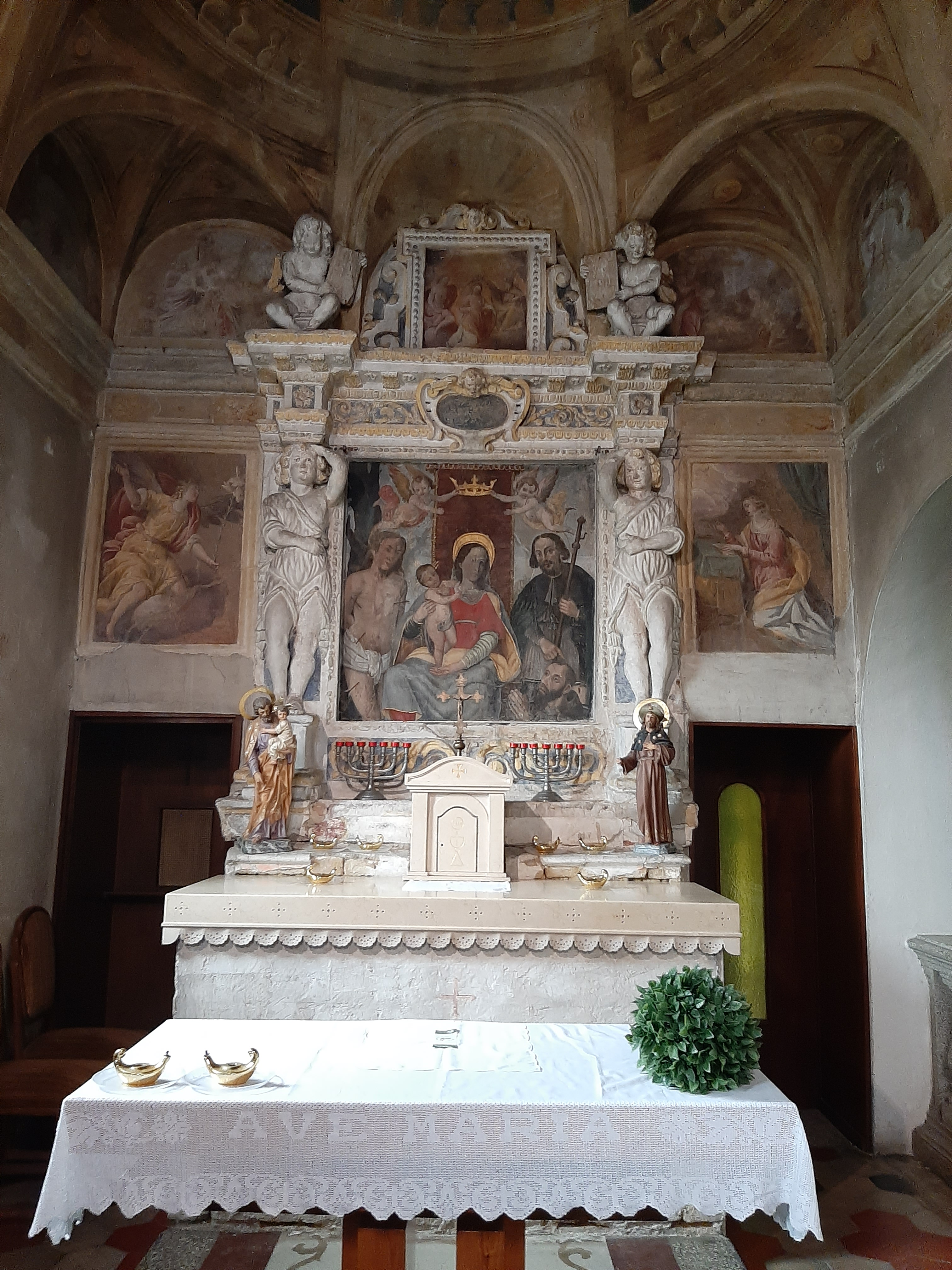
L'affresco trecentescoː Madonna con il Bambino e i Santi Sebastiano, Rocco e San Francesco d'Assisi; a lato due degli affreschi del Barbelli
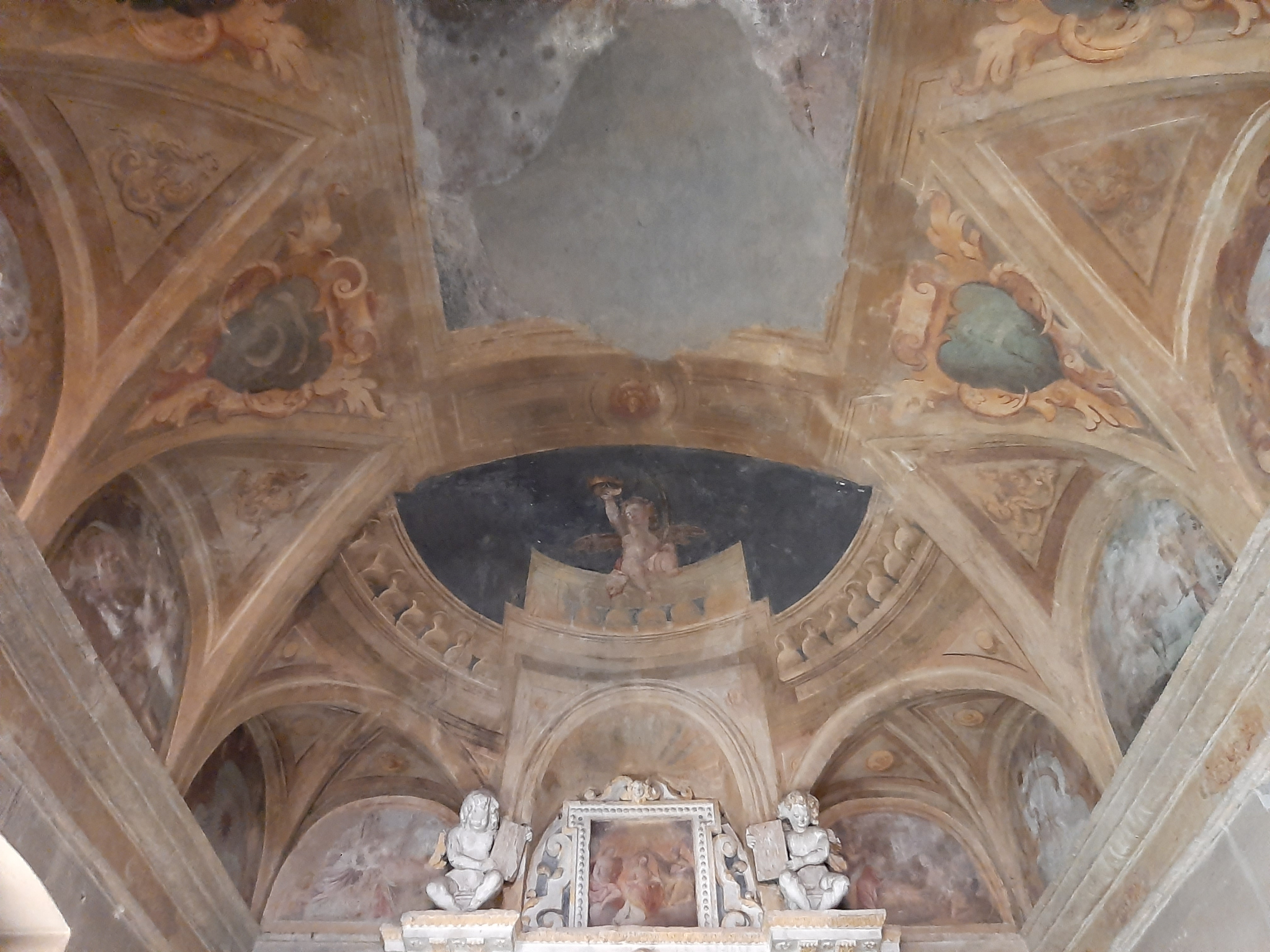
La volta del presbiterio